# Chiesa della Santissima Trinità (Belgrado)
La Chiesa della Santissima Trinità, chiamata anche Chiesa russa, è un edificio di culto ortodosso situato nel centro di Belgrado, capitale della Serbia. La chiesa fu costruita nel 1924 su progetto dell'architetto russo Valery Stashevsky ed era destinata principalmente ai rifugiati che scappavano dalla Russia sovietica che arrivarono in Serbia dal 1920, dopo la sconfitta dell'esercito bianco nella parte europea della Russia durante la guerra civile russa. La chiesa si trova sul lato settentrionale del Parco di Tasmajdan, accanto alla Chiesa ortodossa di San Marco.